# Erie (Kansas)
Pour les articles homonymes, voir Erie.
La ville d’Erie est le siège du comté de Neosho, situé dans le Kansas, aux États-Unis.